# Charm School Tour
Charm School Tour — серия концертов и выступлений, которые шведский поп-рок дуэт Roxette дал по всему миру на протяжении 20 месяцев в 2011—2012 году. Ожидалось, что выступления будут посвящены выходу нового студийного альбома группы «Charm School» (вып. 11 февраля 2011 года), однако бо́льшая часть программы состояла из старых и более известных хитов коллектива.

## До начала тура
Во второй половине октября 2010 года Пер Гессле объявил на своей официальной странице в Facebook о том, что 2 ноября этого же года состоится «важное объявление» для поклонников группы. Он не уточнил какое именно. Сообщение о предстоящем «важном объявлении» вызвало бурное обсуждение среди поклонников коллектива, которые ждали любой информации в ночь на второе ноября по центральноевропейскому времени. Однако 2 ноября сам Гессле находился в США и было предположено, что информация появится в сети чуть позже, из-за разницы во времени между Европой и Нью-Йорком. Ближе к вечеру 2 ноября Гессле сообщил, что из-за некоторых технических неполадок, объявление откладывается до 3 ноября. Как и предположили ранее большинство поклонников, оно касалось нового мирового турне коллектива. Технические неполадки состояли в том, что организаторы концертов, компания Live Nation, не успели вовремя разослать пресс-релизы во все необходимые инстанции. Изначально было объявлено о 35 концертах на пяти континентах. Позже в расписание было включено ещё 15 концертов.
Несмотря на созданный Пером Гессле в сети «ажиотаж» среди поклонников, информация о новом туре не стала большим сюрпризом. Во-первых, Пер и Мари уже выступали вместе в 2009 году в рамках сольного тура Гессле, а во-вторых, в 2010 году прошла серия выступлений музыкантов по Скандинавии и России. Предполагалось, что следующим шагом группы будет более значительная серия живых выступлений. Среди поклонников существует мнение, что Roxette решили отправиться в мировое турне в том числе и из-за огромного числа поклонников, которые приезжали на концерты в Швеции со всего мира — от Малайзии до Бразилии. Уже после первого концерта в Leif’s Lounge, баре отеля Тюлёсанд в Хальмстаде 5 августа 2010 года, Гессле заявил в интервью о том, что Roxette обсуждают возможность отправиться в мировое турне после выхода нового альбома в 2011 году.
Roxette выступили на площади Конституции в Варшаве 31 декабря 2010 года на вечере по случаю празднования нового года. Ранее выступление планировалось в Лодзе, но местные городские власти не имели финансовой возможности организовать концерт, поэтому выступление было перенесено в польскую столицу. Всего на выступление власти Варшавы потратили ок. 900 000 евро. Концерт транслировался в прямом эфире телеканалом Polsat TV и радиостанцией Radio ZET.

Самолёт в уникальной раскраске Roxette с бортовым номером OH-WIC, перекликается с синглом Roxette «Wish I could fly» (текст из припева: «Oh, Wish I could fly!..»). На нём группа перемещалась по городам Европы во время тура. Дополнительно

## Музыканты
- Пер Гессле — гитара, вокал, губная гармошка
- Мари Фредрикссон — вокал, бэк-вокал, клавишные
- Кларенс Эверман — клавишные
- Кристофер Лундквист — гитара, электро-гусли, бэк-вокал
- Пелле Альсинг — ударные
- Магнус Бёрьесон — бас-гитара, бэк-вокал
- Хелена Юсефссон — бэк-вокал, перкуссия (все концерты в 2011 году, кроме выступлений Киеве и Минске)
- Деа Норберг[англ.] — бэк-вокал, перкуссия (во время гастролей 2012 года)
- Молин Экстранд — бэк-вокал, перкуссия (только на концертах в Киеве и Минске в 2011 году)

Во время своего отсутствия на концертах в Киеве и Минске, Хелена Юсефссон отправилась в Стокгольм, где приняла участие в премьерном представлении документального фильма «Jag är min egen Dolly Parton». Премьера ленты состоялась 11 марта в Стокгольме, Гётеборге, Мальмё и других крупных городах Швеции. Фильм посвящён карьере пяти известных певиц из Мальмё, в числе которых сама Хелена, Нина Перссон из группы The Cardigans, Сесилия Нордлунд, Лотта Венглен, а также музыкального продюсера Гурдун Хауксдоттир (Gudrun Hauksdottir). Режиссёром фильма выступила Джессика Неттельблатс (Jessica Nettelbladts).
Кроме того, Хелена также приняла участие в съёмках музыкальной развлекательной телепередачи «Så ska det låta» (Как это должно звучать) — аналог российской «Два рояля». Запись программы транслировалась 1 апреля 2011 года на телеканале SVT1. Передача является очень популярной в Швеции — еженедельно её аудитория составляет около 2 млн человек (примерно 20 % от всего населения страны).

## Список городов
Ещё до начала тура некоторые объявленные концерты были отменены. Среди них выступления в Мехико (1.4), а также некоторые шоу в Германии, которые позже, всё-таки вернулись в тур-лист. При этом, по сообщению Гессле на его официальной странице на Facebook, ожидается добавление ещё 25-30 концертов по ходу тура, который продлится до конца лета.

### Февраль
| Дата концерта | Город/страна   | Арена          | Зрители | Примечания |
| ------------- | -------------- | -------------- | ------- | --- |
| 28 февраля    | Казань, Россия | Татнефть-Арена | 10 000  | Ранее: Basket Hall, 1 марта. На разогреве 30 минут выступала российская группа «Мураками». По сообщениям прессы на концерт было продано более 80 % билетов. Этот концерт стал самым продаваемым в России в течение всего тура. «Expressen» поставила выступлению оценку 3 из 5 и отметила, что на концерте присутствовали 5 500 зрителей. «Aftonbladet» оценила выступление на 3/5. |

### Март
| Дата концерта | Город/страна         | Арена                                | Зрители    | Примечания |
| ------------- | -------------------- | ------------------------------------ | ---------- | --- |
| 3 марта       | Самара, Россия       | Дворец Спорта ЦСК ВВС                | 3 607      | На разогреве выступала тольяттинская группа «Старый третий». По данным прессы на концерт было продано 3 607 билетов. После представления музыкантов группы Кристофер Лундквист сыграл песню «Самара городок». На концерте было исполнено 20 песен, на 2 меньше, чем в Казани.                                                                                        |
| 5 марта       | Екатеринбург, Россия | Дворец Игровых Видов Спорта          | 11 000     | Распродан полностью. На концерте было исполнено 20 песен, как в Самаре. На разогреве выступала пермская группа, которая играла на русских народных инструментах каверы на песни групп ABBA, Metallica, Deep Purple, Queen и даже самих Roxette. |
| 7 марта       | Новосибирск, Россия  | Ледовый дворец спорта «Сибирь»       | 7 400      | На концерте было исполнено 20 песен. На разогреве выступала новосибирская группа «Шоковая терапия». |
| 10 марта      | Киев, Украина        | Международный Выставочный Центр (uk) | ок. 5 000  | На Украину музыканты прилетели за 2 дня до концерта, в течение которых они осмотрели основные достопримечательности Киева. Место бэк-вокалистки Хелены Юсефссон временно заняла Молин Экстранд. На разогреве выступила группа «Диверсанты». При представлении музыкантов Roxette Кристофер Лундквист сыграл «Червону руту», чем немало шокировал публику.            |
| 12 марта      | Минск, Беларусь      | Минск-Арена                          | 12 000     | Место бэк-вокалистки Хелены Юсефссон временно заняла Молин Экстранд. По сообщениям самого Пера Гессле на концерте присутствовали 8 500 зрителей. |
| 14 марта      | Вильнюс, Литва       | Арена Siemens                        | ок. 10 000 | Хелена Юсефссон вернулась на сцену в роли бэк-вокалистки. Во время представления группы Лундквист исполнил народную литовскую мелодию. На саундчеке группа трижды репетировала песню «Stars» (Have a nice day, 1999) — вероятно она будет исполнена на ближайших концертах. Литовская пресса дала выступлению крайне положительные оценки, назвав шоу «потрясением». |
| 16 марта      | Рига, Латвия         | Арена Рига                           | 5 500      | Во время представления группы Лундквист сыграл латышскую народную песню «Seši mazi bundzinieki». |

### Апрель
| Дата концерта | Город/страна             | Арена               | Зрители | Примечания |
| ------------- | ------------------------ | ------------------- | ------- | --- |
| 2 апреля      | Монтевидео, Уругвай      | Velodromo           |         | Концерт добавлен 24.2.11 после того, как был отменен по организационным причинам концерт в Мехико. Помимо концерта, музыканты много встречались с поклонниками и даже устроили несколько совместных вечеринок. |
| 4 апреля      | Буэнос-Айрес, Аргентина  | Luna Park (en)      | 8 500   | Билеты на этот концерт были распроданы полностью. Во время представления музыкантов Кристофер сыграл народную мелодию «La Cumparsita». Одни из крупнейших интернет-сайтов о Roxette (Run to Roxette и The Daily Roxette) организовали after-party в клубе «Dorsia» недалеко от Луна-Парка, где выступали музыканты. Вечеринка началась в 23:30, вход стоил 50 песо. |
| 5 апреля      | Буэнос-Айрес, Аргентина  | Luna Park           | 8 500   | Распродан полностью. Лундквист во время представления зрителей сыграл «Mi Buenos Aires Querido». После концерта с рук продавался бутлег с записью видео предыдущего концерта 4 апреля в Буэнос-Айресе. |
| 7 апреля      | Кордова, Аргентина       | Orfeo               | 14 000  | Распродан полностью 24.2.11. Некоторые песни Мари исполняла одев официальную футболку Лионеля Месси, игрока сборной Аргентины по футболу. С учётом телетрансляции концерта, пресса сообщила о том, что шоу посмотрели 8 млн человек. Местная пресса также очень положительно оценила это выступление.,                                                              |
| 9 апреля      | Сантьяго, Чили           | Movistar Arena (en) | 15 000  | Концерт был распродан практически полностью, 14 500 человек посмотрели выступление группы. Местная пресса назвала выступление «ностальгическим» и «энергичным». Концерт также транслировался по телевидению в реальном времени. Всего шоу посмотрели 14 млн зрителей.                                                                                               |
| 12 апреля     | Порту-Алегри, Бразилия   | Pepsi on Stage (pt) |         | После представления музыкантов Лундквист сыграл национальный гимн «Rio Grande do Sul». |
| 14 апреля     | Сан-Паулу, Бразилия      | Credicard Hall (en) | 7 000   | Концерт был распродан полностью. На представлении музыкантов Лундквист исполнял «Brasileirinho». МТВ-Бразилия очень высоко оценило этот концерт. Местный выпуск журнала «Rolling Stones» называл выступление «ностальгическим». |
| 16 апреля     | Рио-де-Жанейро, Бразилия | Citibank Hall (en)  |         | Во время представления музыкантов Лундквист исполнил «Garota de Ipanema». |
| 17 апреля     | Белу-Оризонти, Бразилия  | Chevrolet Hall (en) |         | Песня «Oh, Minas Gerais» предшествовала исполнению «Joyride». |
| 19 апреля     | Сан-Паулу, Бразилия      | Credicard Hall      | 7 000   | |

### Май
| Дата концерта | Город/страна      | Арена                     | Зрители   | Примечания |
| ------------- | ----------------- | ------------------------- | --------- | --- |
| 8 мая         | Кейптаун, ЮАР     | Grand Arena               | 7 000     | Шестой добавленный концерт в ЮАР, распродан полностью. Второй концерт (после минского), на котором гитарист Лундквист не сыграл никакой народной мелодии, потому что у него не было свободного времени на её разучивание. |
| 10 мая        | Кейптаун, ЮАР     | Grand Arena               | 7 000     | распродан полностью |
| 11 мая        | Кейптаун, ЮАР     | Grand Arena               | 7 000     | распродан полностью в первый день продаж |
| 13 мая        | Сан-Сити, ЮАР     | The Superbowl             | 8 000     | распродан полностью. Пятый концерт в ЮАР, добавленный после того, как четыре запланированных заранее были полностью распроданы за три месяца до выступления. |
| 14 мая        | Сан-Сити, ЮАР     | The Superbowl             | 8 000     | распродан полностью |
| 15 мая        | Сан-Сити, ЮАР     | The Superbowl             | 8 000     | распродан полностью |
| 17 мая        | Сан-Сити, ЮАР     | The Superbowl             | 8 000     | Распродан полностью. После окончания серии выступлений в ЮАР Пер Гессле рассказал в интервью, что концерты группы в этой стране посетили более 50 000 человек. |
| 20 мая        | Дубай, ОАЭ        | World Trade Center (en)   | ок. 5 500 | Билеты на концерт поступили в продажу только 10 апреля. |
| 25 мая        | Стамбул, Турция   | Maçka Küçükçiftlik Park   | ок. 3 000 | На представлении музыкантов Кристофер исполнил отрывок из песни «Şıkıdım» популярного турецкого певца Таркана. |
| 27 мая        | Афины, Греция     | TerraVibe Park            | 4 000     | На представлении музыкантов была исполнена песня «Hubava si moia goro». |
| 29 мая        | София, Болгария   | Стадион Георгий Аспарухов | 15 000    | Ранее — в National Palace of Culture (NDK). Концерт был перенесен после того как 4 000 билетов были распроданы полностью за 3 дня. На разогреве выступала молодая болгарская певица Нора Карайванова. |
| 30 мая        | Бухарест, Румыния | Zone Arena                | 15 000    | Перед исполнением песни «Perfect day» зрители (по предварительной договорённости) спели хором «Happy Birthday to you», посвящённую Мари Фредрикссон, которой исполнилось 53 года в этот день. Мари была растрогана и поблагодарила зрителей. После представления музыкантов группы, Лундквист исполнил композицию «Ciuleandra». |

### Июнь
| Дата концерта | Город/страна          | Арена                            | Зрители    | Примечания |
| ------------- | --------------------- | -------------------------------- | ---------- | --- |
| 1 июня        | Будапешт, Венгрия     | Sportarena (en)                  | ок. 11 000 | На представлении музыкантов Лундквист исполнил «Tavaszi szél». По окончании концерта Пер Гессле написал в своём Фейсбуке: «Yep! Super crowd in Budapest as expected! Thanx all of you 10 11 12000 for screaming singing shouting waving. We love you, Budapest! Let’s get married!!» (Ура! Замечательные зрители в Будапеште! Спасибо всем вам 10, 11, 12 000 кричащим, поющим, орущим, махающим. Мы любим тебя, Будапешт! Давайте поженимся!) |
| 3 июня        | Грац, Австрия         | SeeFestTage                      | 8 000      | Выступление проходило в рамках фестиваля Schwarzlsee Freizeitzentrum. Билеты поступили в продажу только 24 февраля 2011 года, через 4 месяца после объявления о начале тура. До Roxette на фестивале выступал Джо Кокер. |
| 5 июня        | Прага, Чехия          | O2 Arena (en)                    | 15 000     | распродан полностью |
| 6 июня        | Кошице, Словакия      | Steel Arena (de)                 | 9 000      | |
| 9 июня        | Берген, Норвегия      | Plenen                           | 6 500      | распродан полностью. На разогреве выступала группа EVA & THE HEARTMAKERS. |
| 11 июня       | Берлин, Германия      | Цитадель Шпандау                 | 10 000     | Распродан полностью. После концерта в цитадели прошёл красочный фейерверк. |
| 12 июня       | Оберурзель, Германия  | Hessentagsarena                  | 15 000     | распродан полностью |
| 15 июня       | Лейпциг, Германия     | Памятник Битве народов           | 12 000     | На представлении музыкантов Лундквист исполнил саксонскую песню «Sing mei Sachse sing». |
| 16 июня       | Кёльн, Германия       | Open Air am Tanzbrunnen (en, de) | 12 500     | распродан полностью |
| 19 июня       | Варшава, Польша       | Torwar (en)                      | 7 000      | |
| 24 июня       | Ингольштадт Германия  | Parkplatz P2 Audi AG             | 12 000     | на разогреве выступала немецкая группа Ich+Ich. Фестиваль был посвящён открытию нового футбольного стадиона для местной команды Ingolstadt 04. |
| 25 июня       | Неккарзульм, Германия | Audi Sportpark                   | 17 000     | Совместно с Roxette на фестивале выступали немецкие группы Culcha Candela (en) и Revolverheld. |
| 27 июня       | Острава, Чехия        | ČEZ Aréna (en)                   | 12 000     | Билеты на концерт были полностью распроданы. Считая концерт в Праге, который также был полностью распродан, почти 30 000 чешских зрителей посетили два июньских концерта группы. На представлении музыкантов Лундквист исполнил «Vysoky jalovec». |

### Июль
| Дата концерта | Город/страна        | Арена                         | Зрители      | Примечания |
| ------------- | ------------------- | ----------------------------- | ------------ | --- |
| 7 июля        | Ставерн, Норвегия   | Фестиваль в Ставерне          |              | Концерт был добавлен 18.11.10 после того как билеты на первый концерт были проданы полностью. Выступление группы состояло из 19 песен, так как проходило в рамках музыкального фестиваля. |
| 9 июля        | Weert, Нидерланды   | Фестиваль Bospop (en)         | более 25 000 | Так как концерт проходил в рамках музыкального фестиваля, было исполнено всего 14 песен. На представлении музыкантов Кристофер исполнил «Rowwen Hèze». Так как перед Roxette на сцене выступал Ринго Старр, Мари, большая поклонница творчества The Beatles, вышла на сцену в футболке с одноименной надписью. |
| 14 июля       | Локарно, Швейцария  | Фестиваль Moon & Stars (de)   | 12 500       | Концерт проходил в рамках фестиваля и был организован на старой рыночной площади. На представлении музыкантов была исполнена композиция «Vogellisi». |
| 16 июля       | Паргас, Финляндия   | Фестиваль Rowlit              | 8 000        | Все билеты на концерт были проданы к 29 июня. Roxette были не последними участниками концерта, поэтому организаторы, желая предотвратить столпотворение, заранее просили зрителей прийти на мероприятие непосредственно после открытия ворот. Концерт проводился в старинных копях по добыче гранита. Перед концертом Пер Гессле отменил все интервью СМИ, поскольку простудил горло, однако в день концерта он чувствовал себя намного лучше и выступил как обычно. На представлении музыкантов Кристофер Лундквист исполнил знаменитую «Säkkijärven Polkka». |
| 18 июля       | Таллин, Эстония     | Саку Суурхалль                |              | Изначально концерт должен был состояться 18 марта, но был отменён из-за того, что Мари Фредрикссон заболела ларингитом и не могла петь в этот вечер. Билеты, купленные на выступление в марте, также действительны на концерт в июле. На представлении музыкантов была исполнена эстонская народная мелодия «Kaera-Jaan». |
| 22 июля       | Копенгаген, Дания   | Парк Тиволи (en)              | 25 500       | На концерте было исполнено всего 17 песен. Единственный концерт из всего тура, на который не было билетов «на концерт». Вместо этого продавались обычные билеты для входа в парк развлечений «Тиволи», где проходило мероприятие. |
| 24 июля       | Гётеборг, Швеция    | Slottsskogsvallen (en)        | 22 000       | Концерт был перенесён из Trädgårdsföreningen, так как билеты на первую арену были распроданы полностью. Шоу началось с минуты молчания в память жертв теракта в Норвегии. На представлении музыкантов Лундквист исполнил песню Gyllene Tider «När vi två blir en». Шведские газеты Expressen и Aftonbladet оценили концерт на 2/5 и 3/5 соответственно., |
| 29 июля       | Хёугесунн, Норвегия | Rådhusplassen                 | 5 500        | За два дня до мероприятия, оно было перенесено на Flotmyr, так как на Ратушной Площади проходили траурные церемонии по погибшим в недавних терактах. |
| 31 июля       | Тинен, Бельгия      | Фестиваль Suikerrock (fr, nl) | 12 000       | После концерта Пер Гессле опубликовал в своем Фейсбуке заметку о том, что к этой дате концерты группы в этом году посмотрели около полумиллиона человек. |

### Сентябрь
| Дата концерта | Город/страна     | Арена              | Зрители | Примечания |
| ------------- | ---------------- | ------------------ | ------- | --- |
| 1 сентября    | Тромсё, Норвегия | Døgnvillfestivalen | 13 000  | Это четвёртый концерт Roxette в Норвегии в 2011 году. Музыкальный фестиваль в Тромсё является третьим по величине в Норвегии. Кроме Roxette на фестивале выступали такие шведские музыканты как Робин, Вероника Маджио и The Cardigans. |

### Октябрь
Даты были добавлены 14 марта 2011 года после большого спроса на концерты в июне, когда Берлинское шоу было продано полностью, а Лейпцигское и Кёльнское почти полностью.
| Дата концерта | Город/страна         | Арена                     | Зрители | Примечания |
| ------------- | -------------------- | ------------------------- | ------- | --- |
| 10 октября    | Вена, Австрия        | Stadhalle (en)            | 8 000   | С началом осеннего тура был изменён дизайн сцены. На представлении музыкантов исполняли «Strauss Waltz». В список песен были внесены некоторые изменения, в частности, песню «She’s Got Nothing On (But The Radio)» исполнили вместе с «Soul deep» (как medley) (вместо «Way Out»), а также «Crash!Boom!Bang!» вместо «Silver Blue». |
| 11 октября    | Мюнхен, Германия     | Olympiahalle (en)         | 5 800   | Перед «Joyride» исполняли «In München Steht Ein Hofbräuhaus» (Есть в Мюнхене Хофбройхаус) о знаменитой пивной в баварской столице. |
| 13 октября    | Ганновер, Германия   | Туй Арена                 | 7 000   | По сообщению Пера Гессле на его официальной странице в Фейсбуке, шоу посетили 7 500 человек. На представлении музыкантов исполняли «Lied der Niedersachsen». |
| 14 октября    | Галле, Германия      | Gerry Weber Arena (en)    | 7 000   | На представлении музыкантов была исполнена народная композиция «Eisgekühlter Bommerlunder». Большинство зрителей пришли на представление после завершения выступления группы разогрева. На концерте не была исполнена «Watercolours in the rain».                                                                                    |
| 16 октября    | Манхайм, Германия    | САП-Арена                 | 11 500  | На представлении музыкантов была исполнена «Eisgekühlter Bommerlunder». |
| 17 октября    | Штутгарт, Германия   | Scheyerhale (en)          | 7 000   | На представлении музыкантов была исполнена «Auf de schwäbsche Eisebahne». По сообщению местной газеты «Stuttgarter Nachrichten» зал, вмещающий около 15 000 зрителей был заполнен только на половину. |
| 19 октября    | Оберхаузен, Германия | König Pilsener Arena (en) | 13 000  | На представлении музыкантов была исполнена песня «Hänschen Klein». |
| 22 октября    | Тель-Авив, Израиль   | Ганей Тааруха             | 12 000  | На разогреве выступала местная электро-поп-группа «Машина». Во время представления музыкантов Лундквист сыграл популярную еврейскую мелодию «Хава Нагила». |
| 24 октября    | Берлин, Германия     | Berlin O2World (en)       | 17 000  | На представлении музыкантов была исполнена «Kreuzberger Nächte sind lang». |
| 25 октября    | Гамбург, Германия    | Имтех Арена               |         | На представлении музыкантов была исполнена песня «Auf der Reeperbahn nachts um halb eins». |
| 27 октября    | Нюрнберг, Германия   | Nuremburg Arena (en)      | 9 400   | На этом концерте была исполнена 21 песня, в трек-лист по неизвестным причинам не вошла песня из альбома «Joyride» «Watercolours In The Rain». На представлении музыкантов была исполнена «Hänschen klein» (как и в Оберхаузене). |
| 30 октября    | Женева, Швейцария    | Genève Arena              |         | В отличие от большинства концертов, на этом гитарист Кристофер Лундквист не исполнял какой-либо известной национальной мелодии во время представления музыкантов. |
| 31 октября    | Цюрих, Швейцария     | Hallenstadion (en)        | 13 000  | На представлении музыкантов была исполнена «Es Buurebüebli mag i nöd». |

### Ноябрь
| Дата концерта | Город/страна           | Арена                   | Зрители | Примечания |
| ------------- | ---------------------- | ----------------------- | ------- | --- |
| 3 ноября      | Стокгольм, Швеция      | Глобен-Арена            | 10 000  | На концерте присутствовал министр иностранных дел Швеции Карл Бильдт. На представлении музыкантов Лундквист сыграл отрывок из песни Gyllene Tider «Ljudet Av Ett Annat Hjärta». |
| 4 ноября      | Мальмё, Швеция         | Malmö Arena (en)        |         | На представлении музыкантов была исполнена песня «Jag har bott vid en landsväg i hela mitt liv». |
| 5 ноября      | Хорсенс, Дания         | Horsens Arena (en)      |         | |
| 8 ноября      | Хельсинки, Финляндия   | Хартвалл Арена          |         | На представлении музыкантов Лундквист исполнил финскую польку «Säkkijärven polkka». |
| 15 ноября     | Лондон, Великобритания | Wembley Arena (en)      | 12 000  | На разогреве выступал известный австралийский музыкант Даррен Хейз, бывший участник группы Savage Garden. Билеты на концерт были распроданы полностью. Перед входом в зрительный зал висело объявление о том, что концерт записывается. Из сет-листа была опущена песня «Soul Deep». На представлении музыкантов Лундквист исполнил гимн Великобритании «God Save The Queen». |
| 18 ноября     | Мадрид, Испания        | Palacio Vistalegre (en) | 11 000  | «Paquito el chocolatero» исполнялась на представлении музыкантов. |
| 19 ноября     | Барселона, Испания     | Palau Sant Jordi (en)   | 8 200   | Планировалось, что этот концерт будет заснят на видео и позже выпущен на DVD, но за месяц до концерта по объяснённым причинам съёмки были отменены. На представлении музыкантов была исполнена песня «El cant del Barça», гимн футбольного клуба «Барселона». После второго перерыва Мари вышла на сцену в футболке игрока клуба «Барселона» № 10, которая принадлежит Лионелю Месси, чем вызвала восторг публики. Многие поклонники группы пришли на концерт с шапками в форме шлемов викингов. Финальную песню «Church of your Heart» музыканты исполняли с этими шлемами на своих головах. |
| 26 ноября     | Ишгль, Австрия         | Sportplatz Ischgl       | 18 000  | На концерте было исполнено всего 15 песен, однако это был четвёртый по посещаемости концерт тура (с его начала и до 26.11) после Копенгагена (25 тыс.), Гётеборга (21 тыс.) и Фестиваля Боспоп в Норвегии (20-25 тыс.). На представлении музыкантов была исполнена «Dem Land die Treue». Между сценой и первым рядом зрителей было около 10 метров. На концерте было аккредитовано около 150 журналистов, которые стояли в пресс-зоне в течение всего концерта. |

### Декабрь
| Дата концерта | Город/страна            | Арена            | Зрители | Примечания |
| ------------- | ----------------------- | ---------------- | ------- | --- |
| 1 декабря     | Москва, Россия          | Crocus City Hall | 6 000   | На представлении музыкантов Кристофер Лундквист исполнил «Песню про зайцев» из кинофильма «Бриллиантовая рука» реж. Леонида Гайдая. Синтезатор басиста Магнуса Бёрьессона был шутливо представлен как «русская секс-машина конца Брежневской эпохи». Пер поприветствовал собравшихся словами «Как здорово что все мы здесь сегодня собрались». |
| 3 декабря     | Санкт-Петербург, Россия | Ледовый Дворец   | 12 000  | |
| 6 декабря     | Киев, Украина           | Дворец Спорта    | 5 000   | |

### Февраль 2012 года
Тур по Австралии и Океании начался с одного единственного концерта 17 февраля 2012 года, билеты на который были раскуплены за несколько дней после поступления их в продажу. После такого успеха, группа совместно с организаторами гастролей Live Nation решила отправиться в полноценное турне по Зелёному Континенту.
| Дата концерта | Город/страна        | Арена                            | Зрители | Примечания |
| ------------- | ------------------- | -------------------------------- | ------- | --- |
| 14 февраля    | Брисбен, Австралия  | Entertainment Centre             |         | Первый концерт, на котором в качестве бэк-вокалистки участвовала Деа Нордберг. Плей-лист не отличался от такового в 2011 году. Это первый концерт Roxette в Австралии с 1995 года, когда были исполнены 8 шоу в рамках Crash!Boom!Bang! Tour. На представлении музыкантов была исполнена песня «Waltzing Matilda». |
| 16 февраля    | Сидней, Австралия   | Sydney Entertainment Centre (en) | 12 000  | |
| 17 февраля    | Сидней, Австралия   | Sydney Entertainment Centre (en) | 12 000  | Первый официально объявленный концерт в Австралии. Предпродажа билетов началась 1 августа 2011 года на сайте газеты «The Daily Telegraph». Обычная продажа билетов началась десятью днями позже. Билеты на концерт распроданы полностью.                                                                           |
| 18 февраля    | Мельбурн, Австралия | Rod Laver Arena                  |         | |
| 20 февраля    | Аделаида, Австралия | Entertainment Centre             |         | |
| 22 февраля    | Мельбурн, Австралия | Rod Laver Arena                  |         | |
| 24 февраля    | Брисбен, Австралия  | Entertainment Centre             |         | |
| 25 февраля    | Сидней, Австралия   | Sydney Entertainment Centre (en) | 12 000  | |
| 28 февраля    | Перт, Австралия     | Challenge Stadium                |         | Билеты распроданы полностью. |
| 29 февраля    | Перт, Австралия     | Challenge Stadium                |         | |

### Март 2012 года
| Дата концерта | Город/страна                 | Арена                                      | Зрители | Примечания                                      |
| ------------- | ---------------------------- | ------------------------------------------ | ------- | ----------------------------------------------- |
| 3 марта       | Джакарта, Индонезия          | Mata Elang International Stadium           |         |                                                 |
| 6 марта       | Сингапур, Сингапур           | Singapore Indoor Stadium                   |         |                                                 |
| 8 марта       | Гонконг, Гонконг             | Convention and Exhibition Centre, Hall 5BC |         |                                                 |
| 10 марта      | Тайбэй, Китайская Республика | ATT Show Box                               |         |                                                 |
| 12 марта      | Пекин, Китай                 | MasterCard Center                          |         | До этого группа выступала в Пекине 17 лет назад |
| 14 марта      | Шанхай, Китай                | Shanghai Grand Stage                       |         |                                                 |

### Апрель 2012 года
| Дата концерта | Город/страна              | Арена                        | Зрители | Примечания |
| ------------- | ------------------------- | ---------------------------- | ------- | ---------- |
| 17 апреля     | Каракас, Венесуэла        |                              |         |            |
| 19 апреля     | Кито, Эквадор             | Coliseo Ruminahui            |         |            |
| 21 апреля     | Лима, Перу                | Explanada Estadio Monumental |         |            |
| 24 апреля     | Буэнос-Айрес, Аргентина   | Luna Park                    |         |            |
| 26 апреля     | Неукен, Аргентина         | Ruca Che                     |         |            |
| 28 апреля     | Мар-дель-Плата, Аргентина | Polideportivo                |         |            |
| 30 апреля     | Росарио, Аргентина        | Metropolitano                |         |            |

### Май 2012 года
| Дата концерта | Город/страна             | Арена           | Зрители | Примечания |
| ------------- | ------------------------ | --------------- | ------- | ---------- |
| 3 мая         | Кордова, Аргентина       | Orfeo           |         |            |
| 5 мая         | Сантьяго-де-Чили, Чили   | Espacio Riesco  |         |            |
| 8 мая         | Куритиба, Бразилия       | Teatro Positivo |         |            |
| 10 мая        | Сан-Паулу, Бразилия      | Credicard Hall  |         |            |
| 12 мая        | Рио-де-Жанейро, Бразилия | Citibank Hall   |         |            |
| 15 мая        | Бразилиа, Бразилия       | Nilson Nelson   |         |            |
| 18 мая        | Ресифи, Бразилия         | Chevrolet Hall  |         |            |

### Июнь 2012 года
| Дата концерта | Город/страна             | Арена                   | Зрители | Примечания |
| ------------- | ------------------------ | ----------------------- | ------- | --- |
| 3 июня        | Йоханнесбург, ЮАР        | Coca Cola Dome          |         | |
| 5 июня        | Дурбан, ЮАР              | ICC Durban Arena        |         | |
| 8 июня        | Кейптаун, ЮАР            | Grand Arena, Grand West |         | |
| 29 июня       | Амстердам, Нидерланды    | Heineken Music Hall     |         | |
| 30 июня       | Кайзерслаутерн, Германия |                         |         | Билеты на шоу поступили в продажу 16 февраля 2012 года. Более 3 000 билетов на стоячие места были куплены в течение первых 40 минут с момента начала продаж. |

### Июль 2012 года
Из-за высокого спроса на билеты на концерт группы в Лондоне в ноябре 2011 года было объявлено о проведении трёх дополнительных концертов летом 2012 года. Билеты поступили в продажу в 9:00 18 ноября 2011 года почти за 7 с половиной месяцев до выступления.
| Дата концерта | Город/страна              | Арена                   | Зрители | Примечания |
| ------------- | ------------------------- | ----------------------- | ------- | ---------- |
| 3 июля        | Глазго, Великобритания    | SECC (en)               |         |            |
| 4 июля        | Манчестер, Великобритания | Evening News Arena (en) |         |            |
| 6 июля        | Бирмингем, Великобритания | LG Arena (en)           |         |            |
| 9 июля        | Дублин, Ирландия          | O2 Arena (en)           |         |            |
| 13 июля       | Кристиансанд, Норвегия    | Odderøya Live Festival  |         |            |
| 14 июля       | Халден, Норвегия          | Fredriksten Festning    |         |            |
| 17 июля       | Цюрих, Швейцария          | Sunset                  |         |            |
| 19 июля       | Клуж-Напока, Румыния      | Cluj Arena (en)         |         |            |
| 24 июля       | Гданьск, Польша           | Ergo Arena (en)         |         |            |
| 27 июля       | Котка, Финляндия          | Meripäivä Areenan       |         |            |
| 28 июля       | Оулу, Финляндия           | Qstock Festival         |         |            |

### Август 2012 года
| Дата концерта | Город/страна      | Арена                                             | Зрители | Примечания                               |
| ------------- | ----------------- | ------------------------------------------------- | ------- | ---------------------------------------- |
| 17 августа    | Будё, Норвегия    | Parkenfestivalen                                  |         |                                          |
| 18 августа    | Олесунн, Норвегия | Color Line Stadium (en), Jugendfest festival (no) |         |                                          |
| 22 августа    | Стокгольм, Швеция | Глобен-Арена                                      |         | Концерт организован компанией «Oriflame» |
| 29 августа    | Оттава, Канада    | Scotianbank Place                                 |         |                                          |
| 30 августа    | Торонто, Канада   | Molson Amphitheatre (en)                          |         |                                          |
| 31 августа    | Монреаль, Канада  | Centre Bell                                       |         |                                          |

### Сентябрь 2012 года
| Дата концерта | Город/страна       | Арена                 | Зрители | Примечания                                               |
| ------------- | ------------------ | --------------------- | ------- | -------------------------------------------------------- |
| 2 сентября    | Нью-Йорк, США      | Beacon Theatre        |         |                                                          |
| 4 сентября    | Бостон, США        | House of Blues        |         | Ранее концерт планировался 3 сентября в Orpheum Theatre. |
| 7 сентября    | Виннипег, Канада   | MTS Centre            |         |                                                          |
| 9 сентября    | Калгари, Канада    | Scotiabank Saddledome |         |                                                          |
| 10 сентября   | Эдмонтон, Канада   | Rexall Place          |         |                                                          |
| 12 сентября   | Ванкувер, Канада   | Rogers Arena          |         |                                                          |
| 14 сентября   | Сан-Франциско, США | The Nob Hill Theatre  |         |                                                          |
| 15 сентября   | Лос-Анджелес, США  | Gibson Amphitheatre   |         |                                                          |
| 19 сентября   | Мехико, Мексика    | Auditorio Nacional    |         |                                                          |

## Список песен

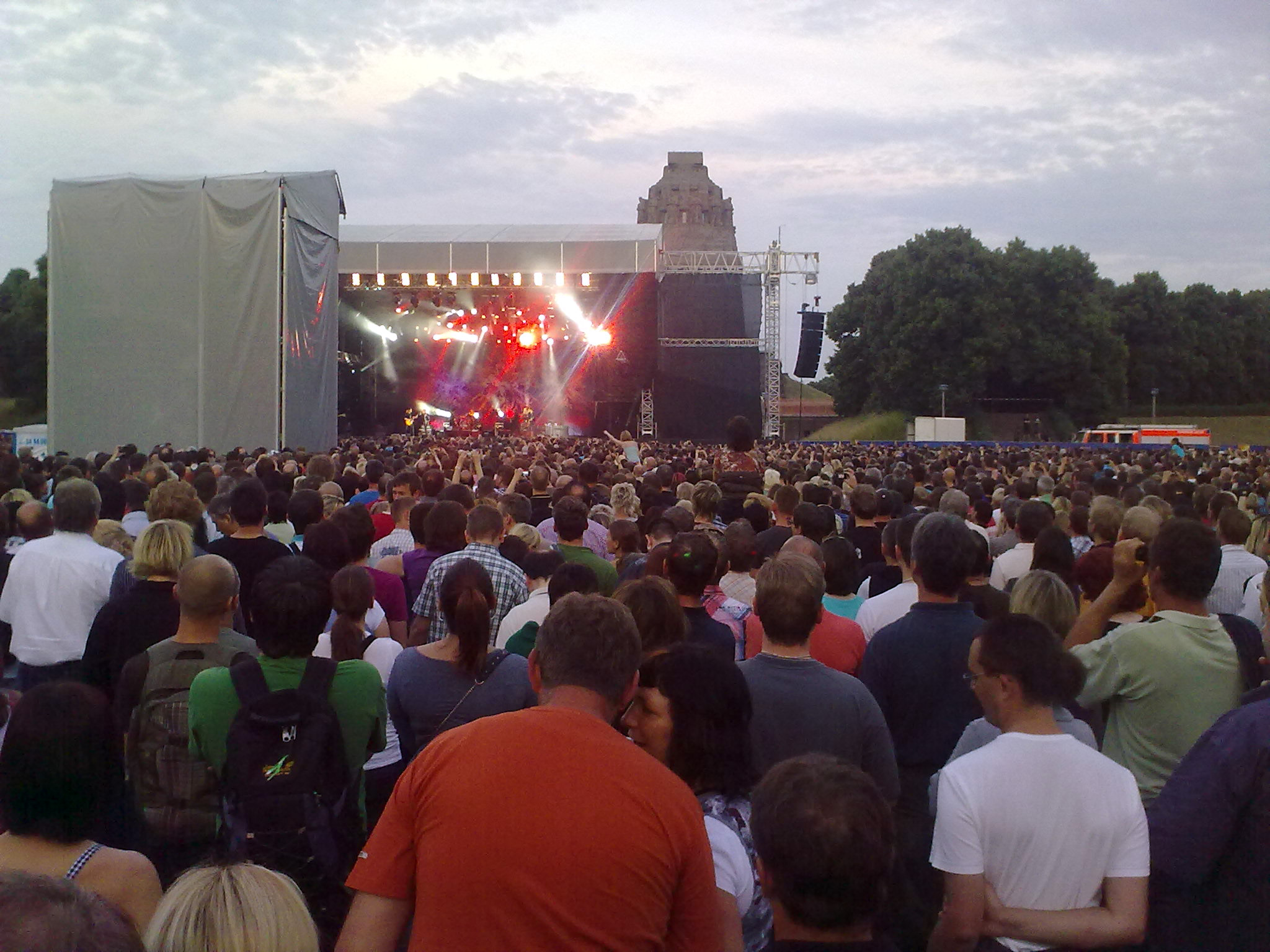
Roxette в Лейпциге 15 июня 2011 года у Памятника Битве Народов

Всего группа репетировала около 40 песен, однако на каждом концерте было исполнено не больше 25. Пер Гессле в интервью объяснил это тем, что в каждой стране есть свои предпочтения относительно хитов Roxette.
Как и во время предыдущих гастролей 2010 года, Пер Гессле опубликовал на своей официальной странице в Facebook и Твиттере просьбу к поклонникам выбрать несколько самых любимых ими песен, которые группа может исполнить во время концертов. Результаты голосования будут держаться в секрете до самого первого выступления и только зрители шоу в Казани узнают «сюрприз» первыми.
1. «Dressed For Success»
2. «Sleeping in My Car»
3. «Opportunity Nox»
4. «The Big L.»
5. «Wish I Could Fly»
6. «Only When I Dream»
7. «She’s Got Nothing On (But the Radio)»
8. «Perfect Day»
9. «Things Will Never Be the Same»
10. «It Must Have Been Love»
11. «7Twenty7»
12. «Fading Like A Flower»
13. «Silver Blue» — в некоторых странах исполняли песню «Stars»
14. «How Do You Do!»
15. «Dangerous»
  - представление группы
16. «Joyride»
  - пауза
17. «Watercolours In the Rain»
18. «Spending My Time»
19. «The Look»
  - пауза
20. «Way Out»
21. «Listen To Your Heart»
22. «Church Of Your Heart»

## Критика выступлений и отзывы в прессе
По сообщениям в российских СМИ, музыканты попросили у организаторов концерта в Казани множество свежих фруктов и фруктовых соков. Из-за некоторых проблем с акустикой в «Баскет-Холле» сцену и звуковую аппаратуру будут устанавливать и настраивать за три дня до начала представления. Корреспонденты шведской газеты «Expressen», присутствовавшие на концерте в Казани, очень высоко оценили выступление в статье «Весь мир хочет увидеть Roxette». Шведская «Aftonbladet» отмечает, что «Мари со временем поет все лучше и лучше» и оценивает казанский концерт на 3/5.
Ещё задолго до того, как был объявлен единственный концерт группы в Израиле, местный новостной портал Y-Net, часть крупнейшего в стране медийного холдинга «Йедиот Ахронот» (Последние известия), опубликовал статью о дуэте, рассказал о начавшемся мировом турне и с сожалением отметил, что группа не выступит на Святой Земле. Этой же теме была посвящена статья в популярной израильской газете «Израиль сегодня» — «Роксетт возвращаются!».
Анонсируя предстоящий концерт на фестивале Ставерн в Норвегии, местная газета «Ostlands Posten» назвала Roxette «супергруппой».
Амит Котлер, журналист крупнейшего израильского новостного интернет-портала Y-Net (части холдинга «Йедиот Ахронот»), пишет о выступлении группы в Тель-Авиве, что Roxette играли в пол-силы, и не показали зрителям половины того, что могли бы. Шон Роджерс из Jerusalem Post, напротив, пишет о том, что хоть время и повлияло на музыкантов и их голоса, Мари стала менее энергичной на сцене, вероятно из-за борьбы с раком, но тем не менее группа не утратила былого энтузиазма, была тепло встречена публикой «и „Joyride“ закончится ещё не скоро». Репортёры ежедневной газеты «ха-Аретц» (Страна) назвали прошедший концерт «фаст-фудом из Швеции». Вместе с тем, в шведской газете «Expressen» появилась статья, в которой авторы указали, что многие политические силы (в основном левые) в самой Швеции недоволны выступлением группы в Израиле, так как не согласны с политикой, проводимой правительством этой страны. Однако автор статьи пишет, что музыка и культура должны быть независимы от действий правительств, будь то выступление группы в коммунистическом Китае (в 1994 году), или в Белоруссии, на Кубе, или в России (в разгар Чеченской войны) — поклонники группы и люди, пришедшие на концерт, не должны сравниваться с политикой государства.

## Интересные факты
- На концерте в Казани после выхода группы на бис Мари была одета в шерстяной свитер хоккейного клуба Ак-Барс.[49] Она также пополнила коллекцию местного музея джинсов, подарив в его коллекцию штаны со своим автографом.[50] Бэк-вокалистка Хелена Юсефссон при этом пыталась развернуть кампанию за освобождение белки, выставляемой в небольшой клетке в холле отеля, где остановились музыканты.[51]
- По прилёте на Украину артистов встречали в международном аэропорту Киева по национальному обычаю с горилкой и салом.[52]
- По данным южноафриканской прессы 5 000 билетов на концерты в мае были проданы в течение 24 часов с момента поступления их в продажу.[53]
- На концерт в Копенгагене билеты продавались в кассах развлекательного парка «Тиволи» (англ.) непосредственно в день представления. Стоимость концерта входила в стоимость входного билета в парк и составляла примерно 12 евро. Однако шведский интернет-портал billet.nu продавал билеты на «копенгагенский концерт». Со стороны менеджмента группы последовали заявления о продаже поддельных билетов, вызвавшие такой резонанс, что об этом стала писать шведская пресса.[54] Официальный сайт Roxette также предупредил всех не покупать билеты на датский концерт у распространителей.[55]
- После первых 26 концертов тура компания организатор гастролей «Live Nation» разослало в шведские СМИ пресс-релиз, где среди прочего указала, что эти 26 концертов посетили более 200 000 зрителей.[56]

## Сторонние выступления во время мирового турне
- На немецком телевизионном шоу «Wetten, dass?» (12 февраля 2011 года) была исполнена песня «She's Got Nothing On (But The Radio)» под фонограмму.
- Эта же песня была исполнена на «Die Ultimative Chartshow» 4 марта 2011 года.
- 19 марта 2011 года немецкий канал RTL показывал боксерский поединок между Виталием Кличко и Одланьером Солисом Фонте на Lanxess Arena в Кёльне. В перерыве между боями Roxette также исполнили первый сингл со своего нового альбома.[57]
- 8 сентября 2011 года группы выступила в Гамбурге на церемонии вручения немецкой радиопремии 2011 года. Были исполнены две песни: «Speak to me» & «She’s got nothing on (but the radio)».
- 1 октября 2011 года Roxette выступили на корпоративном вечере компании «Vestas Wind Systems». Шоу в датском городе Хернинг посмотрели около 7 000 сотрудников компании. По сообщениям в официальном Фейсбуке Roxette Official было исполнено не менее четырёх песен из репертуара группы (Dressed for success, The big L., How do you do!, The look).
- 11 ноября 2011 года на немецком канале RTL состоялось выступление группы с песней «Speak to me» в программе «Die Ultimative Chart-show».